# Botarell
Botarell é um município da Espanha, na comarca do Baix Camp, província de Tarragona, comunidade autónoma da Catalunha. Tem 11,96 km² de área e em 2021 tinha 1 094 habitantes (densidade: 91,5 hab./km²). Limita com os municípios de Les Borges del Camp, Riudoms, Montbrió del Camp, Riudecanyes e Riudecols.